# 퀸스파크 AFC
퀸스파크 AFC(Queens Park Association Football Club)는 뉴질랜드 인버카길을 연고로 하는 축구단이다. 클럽은 남부 축구 프리미어리그에 참가하며 Surrey 파크 홈그라운드가 있다.

## 선수 명단

### 역대
1. ↑  “Our History”. 《Queens Park AFC》. 2022년 8월 7일에 확인함.